# Phrynon
Phrynon van Athene (Oudgrieks: Φρύνων ο Αθηναίος) (ca. 657 v.Chr. – 606 v.Chr.) was een Attisch generaal. Hij werd in 636 v.Chr. olympisch kampioen pankration.

## Dood
In 606 v.Chr. kwam hij om het leven in Sigeion. Volgens de overlevering werd hij uitgedaagd tot een tweegevecht door Pittakos van Mytilene, een Mytileense legeraanvoerder en tevens een van de zeven wijzen. Pittakos zou valsgespeeld hebben en tijdens het gevecht een visnet over Phrynon heen hebben geworpen. Hierdoor kon hij gemakkelijk gedood worden door Pittakos, waarna de Mytileniërs Sigeion terugwonnen.